# راکل دوین
راکوئل دوین (انگلیسی: Raquel Devine؛ زاده ۱۷ اوت ۱۹۶۷) بازیگر پورنوگرافی اهل ایالات متحده آمریکا است.